# H2O Assouka
H2O Assouka  ou H2O est un groupe de rap béninois exclusivement masculin  fondé 2000. Ils chantent en langue fongbé. Les membres du groupe fusionnent le rap avec les sonorités traditionnelles du Bénin.

## Histoire
H2O Assouka voit le jour en 1990, est composé de quatre membres dont: Al, Biyon, Fadji et Dadjo tous élèves du Collège d'Enseignement Général de Dantopka. À l'origine, ils étaient juste un groupe de chorégraphie. Ce creuset leur permettait de représenter leur école lors des journées culturelles et des manifestations inter-scolaires. Rapidement, leurs passion pour le Hip-hop lès amène à se muer en groupe non plus de danse mais de rap. Ils commencèrent à s'investir dans les rimes et démonstrations verbales. H2O assouka est une fusion entre le Hip-hop et la culture vodoun. Ils font partie des premiers groupe de rap béninois à s'exprimer en langue locale, à utiliser les rythmes et codes vestimentaires vodoun.

## Albums
- 2000 Premier album: Origines
- 2003 Deuxième album: Biéwé
- 2007 Troisième album: Loyilo[2]

Les chansons Tcho-tcho, Gbagba, Gbé lo, Pihoun-pihoun tché du groupe H2o sont au Bénin très populaires et très appréciées à leur sortie